# إرنست بويبل
أوبرفورر- إرنست بويبل (30 نوفمبر 1887 ، بيتزينجين - 15 ديسمبر 1950، كراكوف ) كان مسؤولًا نازيًا وضابط في الإس إس،  عمل كنائب لجوزيف بوهلر في بولندا المحتلة خلال الحرب العالمية الثانية والمحرقة، الذي كان أعدم بسبب جرائم حرب.

## حياته
حصل على أبيتور عام 1905 في صالة الألعاب الرياضية في ريوتلنجن. ثم درس اللغات والتاريخ في عدة جامعات: جامعة توبنغن، وجامعة باريس، وجامعة أكسفورد، وجامعة لندن وحصل على درجة الدكتوراه في عام 1915. - مع أطروحة الدكتوراه: علاقة فريدريك العظيم ب Württemberg . حارب في الحرب العالمية الأولى في المشاة وترك الجيش الألماني برتبة ملازم أول ( Oberleutnant ) في عام 1919.

### مدير مؤسسة النشر النازية
في نوفمبر 1923، شارك إرنست بويبل في انقلاب بير هول.

### الحرب العالمية الثانية
عندما توفي هانز شيمم بعد تحطم طائرة، أصبح بويبل وزير الثقافة البافاري حتى غزو بولندا في عام 1939. في عام 1940 خدم مرة أخرى في الجيش. في 1 سبتمبر 1941، عُيَّن وزيرًا للحكومة العامة في بولندا المحتلة،  حيث شغل منصب نائب نائب الحاكم جوزيف بوهلر. تورط بشدة في الحل النهائي كنائب لبوهلر وحصل أيضًا على رتبة في شوتزشتافل، برتبة إس إس- أوبرفورر (عقيد أول).